# Народная партия Казахстана
Народная партия Казахстана (каз. Қазақстан халық партиясы) — парламентская политическая партия, функционирующая в Казахстане.
Председатель партии - Ертысбаев Ермухамет, заместители председателя - Аукенов Мирас и Магеррамов Магеррам.
21 июня 2004 года партия прошла государственную регистрацию. На момент регистрации в рядах партии насчитывалось 90 000 человек. По итогам выборов в Мажилис в 2004 году партия получила 1,98 % голосов. На выборах в мажилис в 2007 году партия получила 1,29 % голосов и не прошла в парламент. На выборах 2012 года набрала 7,19 % и смогла пройти в парламент. На выборах 2016 года партия набрала 7,14% и смогла пройти в парламент. На выборах 2021 года партия набрала 9,1% голосов и смогла пройти в парламент.
Партия выдвинула 13 человек: Айкын Конуров, Жамбыл Ахметбеков, Ирина Смирнова, Айбек Паяев, Магеррам Магеррамов, Гаухар Нугманова, Газиз Кулахметов, Ерлан Смайлов, Александр Милютин, Айжан Скакова, Шамиль Амир, Асан Рамазан, Ернар Галымжанулы .
На парламентских выборах 2023 года НПК выдвинула 52 кандидата по партийному списку. Среди них такие известные люди, как Айкын Конуров, Ирина Смирнова, Магеррам Магеррамов,  Александр Милютин, Асхат Асылбеков, Бекнур Кисиков, Вадим Ни и другие .

## О партии
Общественное объединение Народная партия Казахстана – добровольное объединение граждан Республики Казахстан, приверженцев социалистической идеологии и левых идей. НПК выражает политическую волю трудящихся, безработных, пенсионеров и молодежи путем их участия в работе органов местного самоуправления, представительных и исполнительных органов государственной власти в целях представления и отстаивания интересов населения, испытывающего стремление к социальной справедливости и политическому равенству.
Народная партия Казахстана сохраняет верность стратегической ориентации построения на современном этапе социально справедливого общества.
Партия, как самоуправляемая стройная структура, действует на всей территории Республики Казахстан в соответствии с требованиями Конституции, Закона «О политических партиях», иных нормативно-правовых актов государства по вопросам деятельности политических партий.
НПК открыта для сотрудничества со всеми общественными объединениями, стоящими на позициях демократии и социальной справедливости, гендерного равенства, направляющими свои действия на улучшение жизни народа, укрепление братства и солидарности трудящихся.
Партия может вступать в международные связи в соответствии с международными законодательными актами.
Целью Народной партии Казахстана является движение к обществу подлинного народовластия, социальной справедливости, широкой духовности, свободы и процветающей экономики на базе научно-технического прогресса. Центром такого общества должен стать человек, наделенный полнотой гражданских прав и широкими возможностями для развития и проявления своих способностей и удовлетворения многообразных потребностей.
Для достижения поставленной цели необходимо решить следующие задачи:
В политической области – борьба за демократизацию, завоевание власти через демократические выборы, построение общества социальной справедливости, обеспечение подлинного народовластия в Республике Казахстан. Признание форм собственности, исключающих эксплуатацию человека, а именно: государственной, коллективной, частной, акционерной, кооперативной;
В экономической области – преодоление сырьевой направленности в развитии экономики, внедрение современных технологий в промышленности и сельском хозяйстве, восстановление государственной собственности на базовые отрасли экономики;
В социальной сфере – установление и расширение объёма социальных гарантий для населения, исходя из экономического потенциала страны;
В международных отношениях – поддержка интеграционных процессов Республики со странами СНГ, борьба с терроризмом, широкое международное сотрудничество..

## История
Партия возникла в результате раскола Коммунистической партии Казахстана в 13 апреля 2004 года. Идея создания партии принадлежит 12 членам Центрального Комитета Компартии Казахстана, вышедшим из её состава из-за разногласий с первым секретарём ЦК КПК С. А. Абдильдиным. Поводом для раскола с КПК послужило избрание секретарём КПК депутата Мажилиса Толена Тохтасынова. В НПК перешли около 15 тысяч человек из КПК. Учредительный съезд НПК состоялся в 24 апреля 2004 года, 21 июня 2004 года партия была зарегистрирована в Министерстве юстиции Казахстана.
В 2005 году кандидатом в президенты Казахстана от НПК был выдвинут депутат Мажилиса Ерасыл Абылкасымов, набравший по итогам выборов 0,34 % голосов избирателей.
28 марта 2007 года НПК и КПК провели совместную пресс-конференцию, на которой объявили о готовящемся объединении. Впоследствии НПК отказалась от объединения с КПК из-за острых политических разногласий. На пресс-конференции в июне 2007 года секретарь ЦК НПК Владислав Косарев в качестве главной причины отказа назвал то, что Коммунистическая партия Казахстана рассматривала вопрос объединения с НПК только на самом верхнем уровне (бюро ЦК), в то же время не предусматривалось такового рассмотрения на низовых звеньях. Кроме того, лидер НПК отметил, что структуры КПК были полностью разрушены и авторитет партии среди народа сведён практически к нулю.
На выборах в Мажилис в 2007 году партия получила 1,29 % голосов и не прошла в парламент.
14 февраля 2011 года на внеочередном V съезде НПК в Астане кандидатом в президенты Казахстана от партии был выдвинут секретарь ЦК Жамбыл Ахметбеков, получивший регистрацию Центральной избирательной комиссии Казахстана 26 февраля.
Мои цели и цели партии полностью совпадают. Я иду на выборы, чтобы бороться за пост президента и победить. Другого ответа у политика быть не может. Что мы будем считать победой на этих выборах? В многоголосом хоре подпевал и льстецов должна прозвучать хотя бы одна отрезвляющая интонация. Голос простого народа должен быть услышан. Власть должна повернуться лицом к его нуждам и чаяниям. Народ — это больше, чем «Нур Отан», народ — это каждый из нас. Мы считаем своей целью остановить ползучую «ашхабадизацию» всей страны и моральное вырождение власти. Для нас простой народ — это главный камертон и основное нравственное мерило.
Результаты экзит-полла Международного института региональных исследований, проводившегося в Астане, показали, что Назарбаев набрал 95,88 %, Ахметбеков — 1,74 %, Касымов — 1,31 %, Елеусизов − 1,07 %. 5 апреля ЦИК РК объявила окончательные итоги выборов, согласно которым действующий президент Нурсултан Назарбаев набрал 95,55 % голосов избирателей, Гани Касымов — 1,94 % избирателей, Жамбыл Ахметбеков — 1,36 %, Мэлс Елеусизов — 1,15 %.
26 ноября 2011 года состоялся VI внеочередной съезд Коммунистической народной партии Казахстана, на котором были утверждены 23 кандидата от партии на выборы депутатов Мажилиса парламента 2012 года, в том числе лидер партии Владислав Косарев и кандидат в президенты на выборах 2011 года Жамбыл Ахметбеков. От имени Коммунистической партии Кубы съезд приехал поддержать первый секретарь посольства Кубы в Казахстане Мигель Санчес Ордоньес. 13 декабря список КНПК был зарегистрирован в Центральной избирательной комиссии. 17 января 2012 года Центральная избирательная комиссия Казахстана огласила окончательные итоги выборов депутатов нижней палаты парламента, избираемых по партийным спискам: победу одержала Народно-демократическая партия «Нур Отан», набрав 80,99 % голосов избирателей, также в парламент вошли Демократическая партия Казахстана «Ак Жол» и Коммунистическая Народная партия Казахстана, набравшие 7,47 и 7,19 % голосов соответственно. Таким образом, «Нур Отан» получил 83 депутатских мандата, «Ак Жол» — 8, КНПК — 7. 18 января партия определила депутатов мажилиса V созыва от НПК, ими стали Жамбыл Ахметбеков, Галина Баймаханова, Тулеш Кенжин, Владислав Косарев, Айкын Конуров, Турсунбек Омурзаков, Борис Сорокин.
КНПК по результатам выборов 2016 года прошла в парламент. Предвыборную борьбу в партии оценили как честную и справедливую. Доступ к СМИ, по мнению членов партии, был свободным для всех. Каких-либо нарушений наблюдатели от НПК не зафиксировали.
В июне 2019 года кандидат в президенты от НПК Жамбыл Ахметбеков поздравил Касым-Жомарта Токаева с победой и отметил, что выборы были открытыми, свободными и прозрачными и никаких существенных нарушений, оказавших влияние на результат выборов, не было.
В Нур-Султане состоялся XVII Внеочередной Съезд Народной партии Казахстана. В ходе него партийцы подвели итоги прошедших выборов 2021 года депутатов Мажилиса Парламента РК и маслихатов, а также избрали представителей в парламентскую фракцию партии.
В ходе Съезда депутатские мандаты были распределены между кандидатами из партийных списков путем голосования. В число депутатов вошли Айкын Конуров, Жамбыл Ахметбеков, Ирина Смирнова, Александр Милютин, Сергей Решетников, Айбек Паяев, Газиз Кулахметов, Ерлан Смайлов, Файзолла Каменов и Айжан Скакова.
Депутат Мажилиса Ирина Смирнова поздравила коллег и сопартийцев с победой. Она отметила, что люди в регионах Казахстана ждут реальных перемен и верят, что НПК сумеет исправить ситуацию к лучшему. Но для этого следует прежде всего изменить состав Правительства.
По словам депутата Ирины Смирновой, в стране есть Минэкологии, но нет экологии, есть Минздрав, но нет здравоохранения, а по милости Министерства образования и науки, наука финансируется как в африканских странах; есть тихое Министерство национальной экономики, при котором экономика регулярно падает в пике и есть Министерство финансов, у которого хронически не хватает денег на решение социальных проблем, но всегда находятся средства на пафосные мегапроекты, удобные для «распила».  
28 марта 2022 года на XIX внеочередном съезде партии председателем НПК был избран Ермухамет Ертысбаев.

## Переименование
На прошедшем 11 ноября 2020 года XV Внеочередном съезде КНПК было принято решение о переименовании Коммунистической Народной партии Казахстана в Народную партию Казахстана со внесением соответствующих изменений в устав и программу партии. Данное решение было обосновано желанием расширить электоральную поддержку партии перед выборами в Мажилис Парламента Республики Казахстан, которые прошли 10 января 2021 года.

## Идеология
Общественное объединение Народная партия Казахстана – добровольное объединение граждан Республики Казахстан, приверженцев социалистической идеологии и левых идей. НПК выражает политическую волю трудящихся, безработных, пенсионеров и молодежи путем их участия в работе органов местного самоуправления, представительных и исполнительных органов государственной власти в целях представления и отстаивания интересов населения, испытывающего стремление к социальной справедливости и политическому равенству.
Народная партия Казахстана сохраняет верность стратегической ориентации построения на современном этапе социально справедливого общества.
Партия, как самоуправляемая стройная структура, действует на всей территории Республики Казахстан в соответствии с требованиями Конституции, Закона «О политических партиях», иных нормативно-правовых актов государства по вопросам деятельности политических партий.
НПК открыта для сотрудничества со всеми общественными объединениями, стоящими на позициях демократии и социальной справедливости, гендерного равенства, направляющими свои действия на улучшение жизни народа, укрепление братства и солидарности трудящихся.
Партия может вступать в международные связи в соответствии с международными законодательными актами.
Целью Народной партии Казахстана является движение к обществу подлинного народовластия, социальной справедливости, широкой духовности, свободы и процветающей экономики на базе научно-технического прогресса. Центром такого общества должен стать человек, наделенный полнотой гражданских прав и широкими возможностями для развития и проявления своих способностей и удовлетворения многообразных потребностей.
Для достижения поставленной цели необходимо решить следующие задачи:
В политической области – борьба за демократизацию, завоевание власти через демократические выборы, построение общества социальной справедливости, обеспечение подлинного народовластия в Республике Казахстан, признание форм собственности, исключающих эксплуатацию человека, а именно: государственной, коллективной, частной, акционерной, кооперативной;
В экономической области – преодоление сырьевой направленности в развитии экономики, внедрение современных технологий в промышленности и сельском хозяйстве, восстановление государственной собственности на базовые отрасли экономики;
В социальной сфере – установление и расширение объёма социальных гарантий для населения, исходя из экономического потенциала страны.
В международных отношениях – поддержка интеграционных процессов Республики со странами СНГ, борьба с терроризмом, широкое международное сотрудничество.

## Программа партии
Народная партия Казахстана - левоцентристская политическая партия, основанная на принципах справедливости во всех сферах жизни как главной ценности социализма. Стремление к справедливому и равному обращению государства к своим гражданам является гарантией стабильного функционирования и развития казахстанского общества. В первую очередь, это касается основных ценностей, прописанных в Конституции, таких как право на личную свободу, бесплатное образование и медицинское обслуживание, запрет на дискриминацию по социальному и имущественному положению, полу, расе, национальности, языку, отношению к религии и личным убеждениям. Эти права гарантированы каждому казахстанцу с рождения и должны строго соблюдаться.
Для Народной партии Казахстана главной ценностью является гражданин. Поэтому важнейшей задачей партии является обеспечение качественной и всесторонней защиты граждан со стороны государства, формирование справедливой системы социальных гарантий и выплат, создание равных возможностей для молодежи и условий для достойной старости. Кроме того, Народная партия Казахстана нацелена на поддержку и защиту прав женщин, детей, трудящихся, предпринимателей, фермеров, военнослужащих, молодежи и других социальных групп. Важным является гарантирование сохранения языка, духовно-нравственных ценностей, целостности и безопасности государства. Все эти задачи стоят перед Народной партией Казахстана.

## Структура
Членство в НПК добровольное, индивидуальное, фиксированное, подтверждаемое партийным билетом для граждан Казахстана с 18 лет.
Организационная структура НПК строится по территориальному принципу. Организационной основой партии являются первичные партийные организации, которые создаются из трех и более членов партии по решению собрания, которое утверждается районным или городским комитетом партии. Филиалы и представительства проводят политику партии среди населения, взаимодействуют с государственными исполнительными и представительными органами, политическими и общественными формированиями, имеют свою печать и фирменные бланки.
На июль 2010 года в НПК действуют 1868 первичных партийных организаций, 178 райкомов, 33 горкома, 14 обкомов и 2 горкома в городах республиканского значения (Астана и Алма-Ата).
Высшим органом НПК является съезд, созываемый Центральным Аппаратом не реже одного раза в 4 года. Центральный Аппарат партии организует и координирует работу всей партии. Заседания Центрального аппарата — пленумы, проводятся не реже одного раза в полугодие.
Контрольными органами партии являются Центральная контрольно-ревизионная комиссия, избираемая съездом НПК, а также областные, городские и районные контрольно-ревизионные комиссии, создаваемые в филиалах и представительствах партии на партийных конференциях совместно с их руководящими органами, контрольно-ревизионные комиссии первичных партийных организаций, избираемые общим собранием. Контрольно-ревизионные комиссии подотчетны высшим органам, их избравшим, а именно: съезду партии, конференциям филиалов и представительств, собраниям первичных организаций.

## Символика
НПК имеет флаг и эмблему, которые утверждаются съездом партии.
До сентября 2013 года флаг партии представлял собой полотнище красного цвета с соотношением ширины флага к его длине. На верхней части полотнища флага на расстоянии длины флага до древка был изображен барельеф В. И. Ленина. Вдоль верхней части полотнища на казахском и русском языках надпись: «Қазақстан Коммунистік Халық партия» — «ҚКХП», «Коммунистическая Народная партия Казахстана» — «КНПК». Эмблемой партии являлось изображение серпа и молота, по окружности которого выполнена аббревиатура названия партии на казахском и русском языках («ҚКХП», «КНПК»).
В сентябре 2013 года партия представила новую символику, в которой серп и молот были заменены на пятиконечную звезду. По словам секретаря ЦК партии Айкына Конурова, «у всех в голове революция 1917 года закрепила, что серп — это крестьянин, а молот — это пролетарий». «Идёт омоложение партии, и на сегодняшний момент у нас нет четкого понятия, кто такой крестьянин и кто такой пролетарий, потому что как таковой индустрии у нас ещё нет, она только с колен становится, сельское хозяйство у нас в глубочайшем упадке, и поэтому мы решили, что подходит пятиконечная звезда. В 1923 году впервые, когда пятиконечная звезда была размещена на гербе СССР — это звезда символизировала единение пролетариата всего мира, пяти континентов, мы же расширили это понятие и хотим, чтобы люди — те же офисные работники, те же работники IT-сферы, сферы услуг, понимали, что мы защищаем их интересы».
Флаг представляет собой полотнище красного цвета с соотношением ширины флага к его длине 1:2. В центре полотнища флага изображен логотип в виде трех рук, сжатых в кулак, в верхней части которой изображено название партии на казахском и русском языках. 
- У НПК есть свой социальный проект Шапағат[25]
- НПК запустила проекты 1945.kz[26] и eparty.kz[27]

## Участие в выборах

### Парламентские выборы
| Выборы | Кол-во голосов | %    | Мест     | +/– |
| ------ | -------------- | ---- | -------- | --- |
| 2007   | 76 799         | 1,29 | 0 из 98  | ▬   |
| 2012   | 498 788        | 7,19 | 7 из 98  | ▲7  |
| 2016   | 537 123        | 7,14 | 7 из 98  | ▬   |
| 2021   | 659 019        | 9,10 | 10 из 98 | ▲3  |
| 2023   | 432 920        | 6,80 | 5 из 98  | ▼5  |

### Президентские выборы
| Выборы | Кол-во голосов | %    | Место | Кандидат партии    |
| ------ | -------------- | ---- | ----- | ------------------ |
| 2005   | 23,252         | 0,34 | 4/5   | Ерасыл Абылкасымов |
| 2011   | 111,924        | 1,36 | 3/4   | Жамбыл Ахметбеков  |
| 2015   | 145 756        | 1,61 | 2/3   | Тургун Сыздыков    |
| 2019   | 167 649        | 1,82 | 6/7   | Жамбыл Ахметбеков  |